# Patrick Doeplah
Patrick Doeplah (27 de outubro de 1990 - 22 de março de 2011) foi um futebolista liberiano que jogou em ambos os níveis profissionais e internacional como atacante.